# 최정화 (1955년)
최정화(Choi Jungwha, 崔楨禾, 1955년 10월 16일 ~ )는 대한민국의 디지털 크리에이터이자 한국이미지커뮤니케이션연구원(CICI) 이사장이다.

## 학력
- 경기여자고등학교
- 한국외국어대학교 프랑스어과 (BA, Hankuk University of Foreign Studies)
- 파리제3대학교 통역대학원 통역번역학 박사 (PhD, ESIT Universite Sorbonne Nouvelle Paris 3)
- 파리제3대학교 통역대학원 통역번역학 석사

## 경력
- 2021년 3월 ~ 한국외국어대학교 통번역대학원 명예교수
- 2015년 4월 ~ 한불클럽 사무총장 (Secretary General, Korea-France Club)
- 2004년 ~ Korea Foundation, Koreana 지 불어판 편집장
- 2003년 ~ 한국이미지커뮤니케이션연구원 이사장 (President, Corea Image Communication Institute(CICI))
- 1988년 ~ 2021년 한국외국어대학교 통역번역대학원 교수 (Professor, Hankuk University of Foreign Studies)

## 유튜브
2020년 3월 23일, 한국 문화를 알리기 위해 유튜브 채널 최정화랑데부(영어: Choi JW Rendez-vous)을 개설하여 활동하고 있다. 유튜브 채널의 콘텐츠는 주한 한국 대사 및 문화 소통계 인사와의 인터뷰, 해외석학과의 대담, 문화 명소 방문, 글로벌 에티켓에 대한 정보, 등이 있다. 

## 상훈
- 2025년 레지옹 도뇌르 오피시에장(4등급)[2] (Legion d'Honneur Officier)
- 2018년 영산 외교인상[3] (Youngsan Diplomacy Award)
- 2003년 레지옹 도뇌르 슈발리에장(5등급) [4] (Legion d'honneur)
- 2000년 다니카 세레스코비치상  (Danica Seleskovitch)
- 1992년 프랑스 교육공로훈장 (Palme Académique)

## 저서
- 《첫마디를 행운에 맡기지마라》(2018)
- 《글로벌 에티켓 (Global Etiquette)》(2017)
- 《K-Style》 (2016)
- 《내 삶을 디자인하는 습관, 10C》 (2015)
- 《최정화 교수와 함께 떠나는 7 일간의 프랑스어 회화여행》 (2014)
- 《통역에서 소통으로 글로벌 리더를 꿈꾸다》 (2013)
- 《14살, 그때 꿈이 나를 움직였다》 (2008)
- 《이말듣소》 (2008)
- 《엔젤 아우라》 (2008)
- 《통역번역사에 도전하라》 (2006)
- 《This is Korea》 (2006)
- 《봉쥬르 프랑쎄》 (2006)
- 《뭐라할까?》 (2006)
- 《외국어와 통역·번역》 (2006)
- 《21 세기 통역번역사에 도전하라》 (2004)
- 《외국어, 내 아이도 잘할 수 있다》 (2004)
- 《한국인이 가장 오해하기 쉬운 현지영어표현》 (2004)
- 《노트테이킹》 (2002)
- 《통역번역노하우》 (2001)
- 《매너, 나의 경쟁력이다》 (2000)
- 《외국어, 나도 잘할 수 있다》 (2000)
- 《국제회의 통역사 되는 길》 (1999)
- 《통번역입문》(1998)
- 《실수로 배우는 영어》(1997)
- 《남을 알면 세계가 내 편이다》(1996)
- 《외국어를 알면 세계가 좁다》(1995)
- 《우물 안 개구리의 처음 한동안》(1993)
- 《통역과 번역을 제대로 하려면》(1993)
- 《통역 스피치》(1992)
- 《통역 실제》(1989)
- 《통역입문》(1988)
- 《사전식 불어회화》(1988)
- 《PARLONS COREEN》(1986)